# Alexander Brouwer
Pour les articles homonymes, voir Brouwer.
Alexander Brouwer, né le 3 novembre 1989 à La Haye, est un joueur de beach-volley néerlandais.
Il devient le premier Néerlandais à être sacré champion du monde en 2013 à Stare Jabłonki avec Robert Meeuwsen.
Il est médaillé de bronze avec Robert Meeuwsen aux Championnats d'Europe de beach-volley en 2017 ainsi qu'avec Steven van de Velde aux Championnats d'Europe de beach-volley 2025.